# Giuris margaritacea
Giuris margaritacea är en fiskart som först beskrevs av Valenciennes, 1837.  Giuris margaritacea ingår i släktet Giuris och familjen Eleotridae. IUCN kategoriserar arten globalt som livskraftig. Inga underarter finns listade i Catalogue of Life.